# Amenhotep-Huy (virrey de Kush)

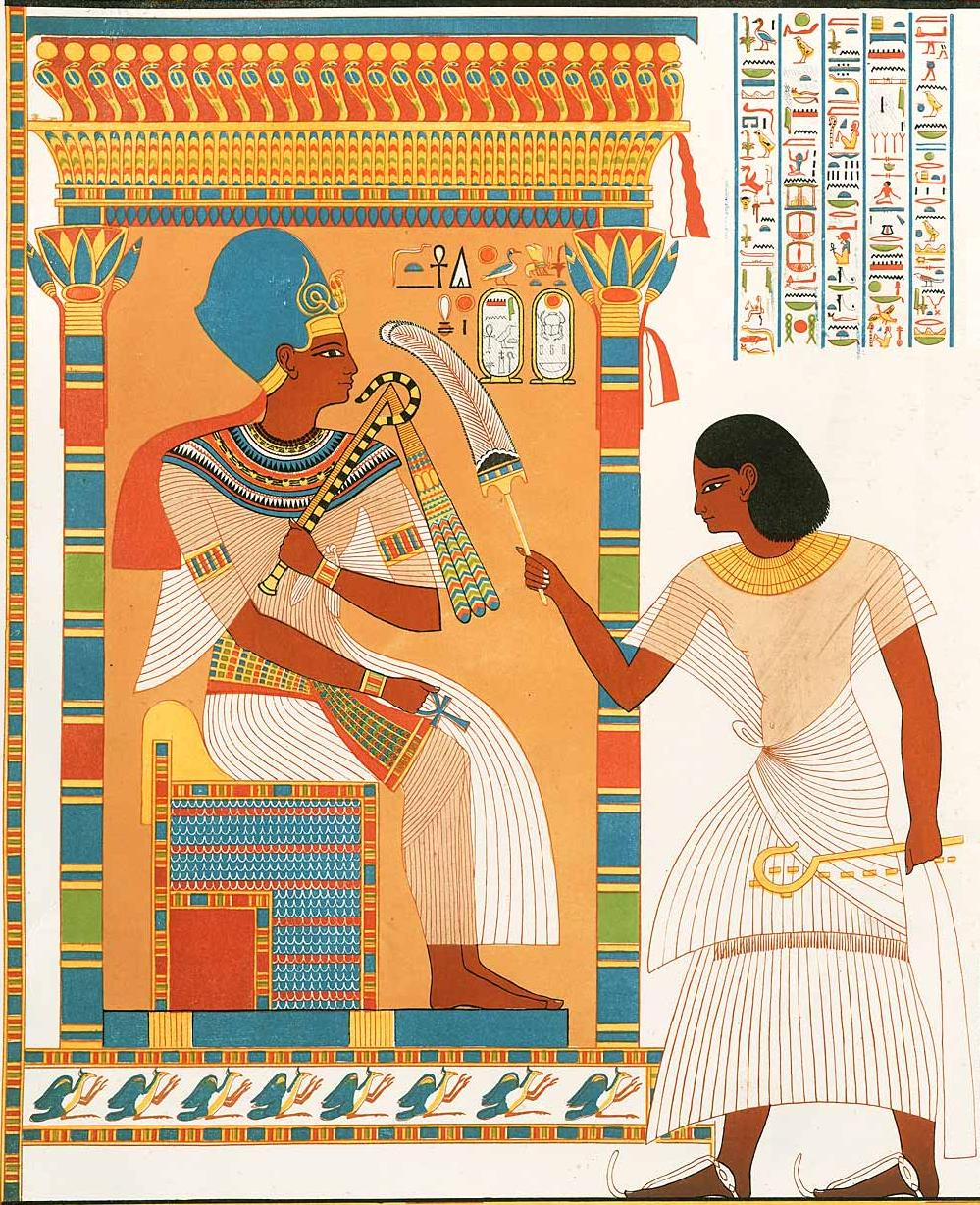
Amenhotep-Huy ante Tutankamón, como "Portador del abanico a la derecha del rey" (TT40).

Amenhotep, llamado Huy, fue un virrey de Kush de finales de la dinastía XVIII, durante el reinado de Tutankamón circa 1333-1323 a. C. Sucedió a Tutmose, que sirvió bajo Akenatón. 

## Biografía
| i | mn · n | R4 · t · p |

| i | mn · n | R4 · t · p |

| F18 · Y1 | i | i |

| F18 · Y1 | i | i |

No se conoce el nombre de su padre, pero sí el de su madre, una dama llamada Uerner. Huy se casó con Taemuadisy, "Responsable de las mujeres del templo de Amón", con quien tuvo un hijo, Paser, que le sucedió en el cargo.
Carrera
Huy comenzó su carrera bajo Merimose, también virrey de Kush a las órdenes de Amenhotep III, época en la que llevó los títulos de "Escriba de las misivas de Merimose" y "Escriba mensajero del Rey". Como virrey recibió los de "Hijo del Rey en Kush", "Supervisor de las Tierras de oro de Amón", "Supervisor de construcciones", "Supervisor de las fronteras de Su Majestad", y "Portador del abanico a la derecha del rey". Construyó un templo para Tutankamón en Faras (Nubia).

## Tumba

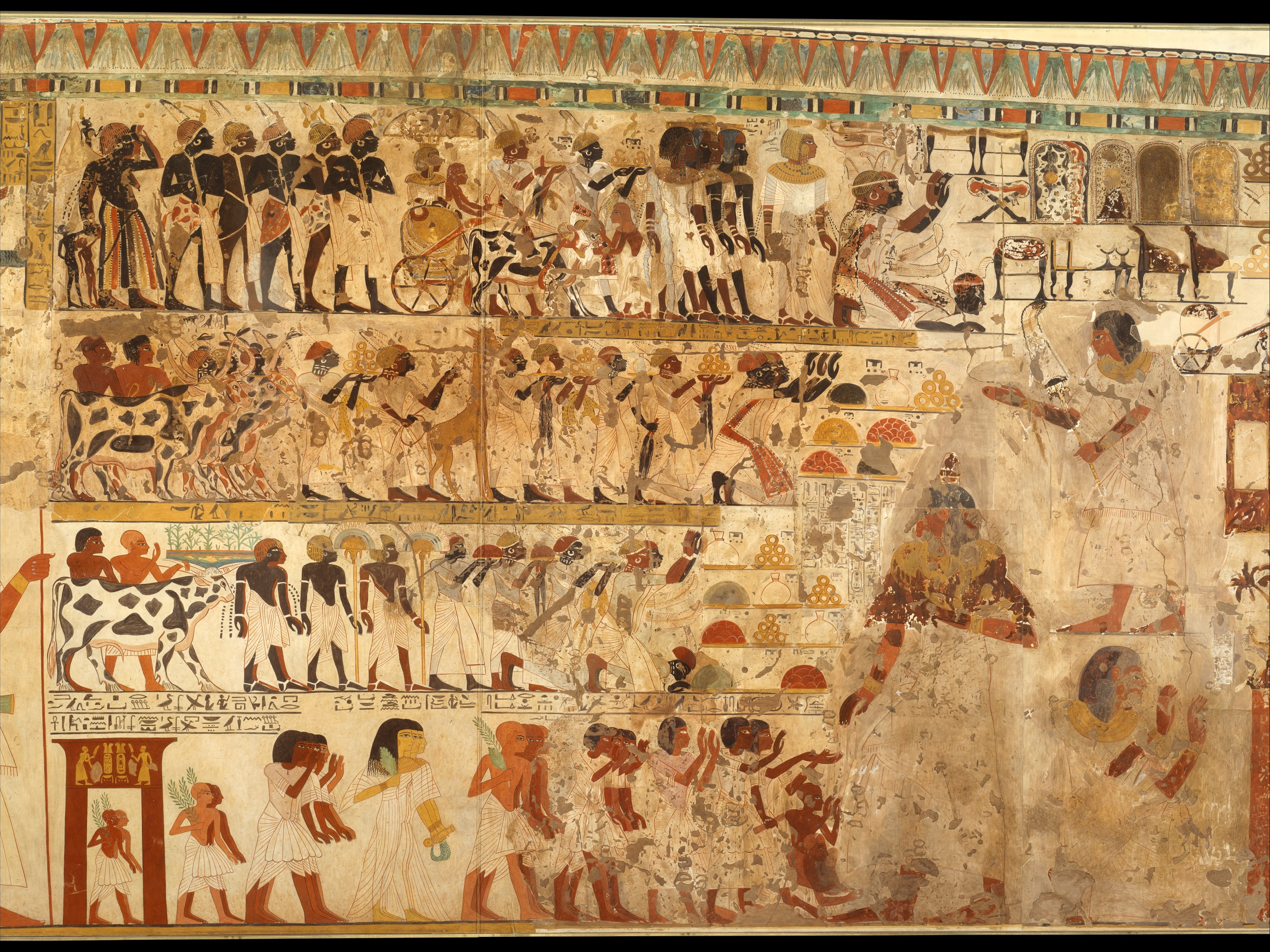
Súbditos nubios presentando tributos al gobernante.

Es más conocido por la rica decoración de su tumba en el Valle de los Nobles, la TT40 de la necrópolis de Qurnet Murai. Contiene numerosas escenas. En la tumba se hace referencia a un templo llamado "La satisfacción de los Dioses", en Kush. Huy es recibido allí por Jay, "Sumo Sacerdote de Nebjeperura (Tutankamón)", Penne, "Representante de la fortaleza de Nebjeperura", Amenhotep-Huy, el Alcalde, y Mermose (su hermano), "Segundo profeta de Nebjeperura". Taemuadisy fue "Jefa del Harén de Nebjeperura" (Jefa de las sacerdotisas y asistentes femeninas del templo) en este templo. También se representa a súbditos nubios, reconocibles por su peculiar vestimenta y el color oscuro de su piel.

### Citas
1. 1 2  Porter y Moss, Topographical Bibliography: The Theban Necropolis, pp. 75-78
2. 1 2 3  Reisner, George A. (1920). «The Viceroys of Ethiopia». The Journal of Egyptian Archaeology 6 (11): 73-88.